# 近藤一樹
近藤 一樹（こんどう かずき、1983年7月8日 - ）は、神奈川県相模原市出身の元プロ野球選手（投手）、プロ野球コーチ。右投右打。野球解説者。

## 経歴

### プロ入り前
小学3年の時、大野台アニマルズに入団。中学時代はボーイズリーグ「相模原ホワイトイーグルス」に所属。2年夏と3年春に全国大会出場。日大三高では3年生の時にエースとして内田和也、千葉英貴、都築克幸、齋藤達則らと共に第73回選抜高等学校野球大会、第83回全国高等学校野球選手権大会に春夏連続出場。第83回全国選手権では同校の初優勝に貢献した。
2001年度ドラフト会議にて大阪近鉄バファローズから7巡目指名を受けて入団。なお、前述の内田、千葉、都築も同年のドラフトで指名された。これは同じ高校の選手が同じ年のドラフトで指名を受けた史上最多タイ記録である。

### 近鉄時代
2002年
ウエスタン・リーグでリリーフとして6試合12回1/3に登板。
2003年
二軍で11試合26回に登板。チーム最終戦のオリックス・ブルーウェーブ戦で一軍初登板を果たした。
2004年
9月20日の対オリックス戦でプロ初先発・初勝利を記録。前年の1試合から11試合に登板数を増やし防御率1.08を記録した一方で16回2/3を投げて10四球、2暴投と入団時からの課題である制球難を克服できていないことも露呈した。シーズン終了後、球団合併による分配ドラフトでオリックス・バファローズへ移籍。

### オリックス時代
2005年

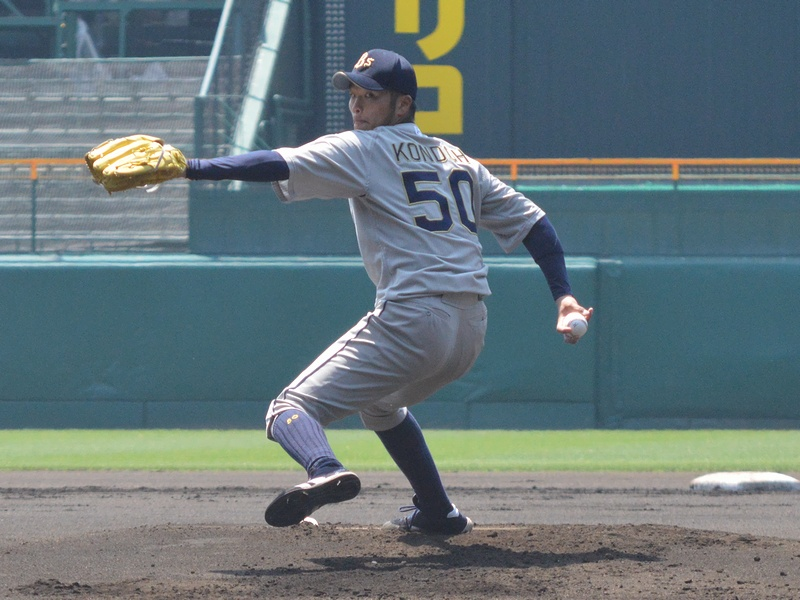
オリックス時代
（2013年5月14日阪神甲子園球場）

前年に比べ、一軍公式戦での投球回数が半減したが、フレッシュオールスターゲームにウエスタン・リーグ選抜の一員として出場した。同リーグの公式戦では、投球回数（82回2/3）と奪三振数でいずれもリーグ4位を記録。与四死球を30個にとどめる一方で、被安打、被本塁打、自責点はいずれも、リーグの規定投球回到達投手で最も悪かった。
2006年
一軍公式戦での登板機会がなく、ウエスタン・リーグ公式戦でも10試合（32投球回）の登板に終わった。
2007年
2年ぶりに一軍公式戦への登板を果たした。ウエスタン・リーグ公式戦には、21試合に登板すると104回1/3、75奪三振（いずれもリーグ2位）、防御率2.76を記録。また、9勝3敗という成績でリーグ最多勝と最高勝率を獲得した。5月2日の同リーグ・対広島東洋カープ戦で、9回二死まで1人の走者を許さず、27人目の打者・會澤翼も2ストライクまで追い込んだ。しかし、次の投球が會澤の頭部への危険球と判定されたため球審から退場処分を受けた。この処分によって近藤単独による完全試合達成の可能性が消滅したが、後を継いた山口和男が中東直己を二塁へのゴロに抑えたため近藤と山口による継投ながらノーヒットノーランが成立した。
2008年
開幕一軍入りを果たすと3月23日の対埼玉西武ライオンズ戦（西武ドーム）で先発。6回1失点という内容で、オリックス移籍後初めての一軍公式戦勝利を挙げた。この勝利は、大阪近鉄時代の初勝利以来、自身1280日ぶりの勝利でもあった。4月5日の対北海道日本ハムファイターズ戦では、9回を2失点に抑え、一軍公式戦での初完投勝利を記録。6月には不調で二軍へ落ちたが、7月に一軍へ復帰すると対福岡ソフトバンクホークス戦で3連勝。チームのレギュラーシーズン最終戦であった10月1日の同カード（いずれも京セラドーム大阪）でも、1失点完投勝利を挙げた。この結果、プロ7年目で初めて、一軍公式戦の最終規定投球回に到達。自身初の10勝と、パシフィック・リーグ10位の防御率を記録した。金子千尋、小松聖、山本省吾などともに2桁勝利カルテットを形成する。チームのレギュラーシーズン2位で迎えたクライマックスシリーズでは日本ハムとのファーストステージ第1戦に先発。ダルビッシュ有と投げ合ったが敗戦投手になった。
2009年
2年連続で開幕から一軍の先発ローテーションを担うと開幕2戦目の対ソフトバンク戦（福岡 Yahoo! JAPANドーム）に7回2失点でシーズン初勝利。しかし、6月3日の対中日ドラゴンズ戦（京セラドーム大阪）を3回7失点で降板したことから同月下旬まで二軍での調整を余儀なくされた。結局、一軍公式戦全体では9勝12敗を記録。9勝のうち6勝（2敗）を対ソフトバンク戦で挙げた一方で対東北楽天ゴールデンイーグルス戦とセ・パ交流戦ではいずれも未勝利に終わった。また、防御率は4.78で、パ・リーグの規定投球回到達投手としては最も悪かった。
2010年
3月に一般女性との結婚を発表した。レギュラーシーズンでは一軍公式戦で5勝10敗を記録。過去2シーズン得意にしていた対ソフトバンク戦でも防御率3.20ながら、7試合の登板で2勝4敗に終わった。このため、秋季キャンプでは投球フォームをオーバースローに戻した。
2011年
背番号を65から「11」へ変更。しかし、春季キャンプ中に右肘の骨棘障害が判明したため、公式戦の開幕を二軍で迎えた。5月中旬のウエスタン・リーグ公式戦で実戦復帰を果たすと6月3日の対広島戦（京セラドーム大阪）7回裏に、シーズン初の一軍公式戦登板を自身3年ぶりの救援登板で果たした。セ・パ交流戦でも、4試合に救援で登板。6月25日の対千葉ロッテマリーンズ戦で一軍公式戦でシーズン初の先発マウンドに立つと、5回1/3を投げて2失点でシーズン初勝利。一軍公式戦全体では3勝7敗、防御率6.36、WHIP1.62に終わった。なお、シーズン終了後の11月4日には右肘遊離軟骨の除去手術を受けている。
2012年
前年に続いて公式戦の開幕を二軍でスタート。ウエスタン・リーグ公式戦では、4試合の先発登板で、通算20投球回を3失点（防御率1.35）という成績を残した。4月21日の対日本ハム戦（ほっともっとフィールド神戸）で、先発投手としてシーズン初の一軍公式戦登板。しかし、6回4失点という内容で敗戦投手になったばかりか、後に右肩の違和感を訴えた。同月24日に出場選手登録を抹消されるとウエスタン・リーグ公式戦でも登板機会がほとんどなく一軍公式戦での登板は先の1試合に終わった。シーズン終了後には、ドラフト会議でのドラフト1巡目指名を経て入団した松葉貴大が背番号11を着用することに伴い、自身の背番号を「50」へ変更。11月1日には右肘にできていた骨棘と滑膜ひだを除去する手術を受けた。
2013年
7月5日にシーズン初の出場選手登録を果たすと7日の対日本ハム戦で救援投手としてシーズン初の一軍公式戦登板を果たした。一軍公式戦全体では5試合の登板で2年連続の未勝利に終わった。また、2005年以来8年ぶりに先発での登板機会がなかった。
2014年
一軍公式戦2試合の登板にとどまった。レギュラーシーズン終了後に4年連続で右肘の手術を受けることから10月28日には球団から支配下選手登録の解除を通告。11月26日には、育成選手として球団と契約するとともに、背番号を「125」へ変更。
2015年
開幕から一軍投手陣に故障者が続出したことから4月28日に支配下登録選手へ復帰。背番号も「65」へ戻した。5月1日の対楽天戦に先発投手としてシーズン初の一軍マウンドを踏むと、7月12日の対楽天戦（楽天Koboスタジアム宮城）でシーズン初勝利。一軍公式戦では2011年8月31日の対ソフトバンク戦（北九州市民球場）1411日ぶりの勝利であった。
2016年
開幕から主にローテーションの谷間の試合での先発を務めると3試合目までで2勝を挙げたが、その後は試合序盤に打ち込まれる試合が続き6月11日の対横浜DeNAベイスターズ戦（京セラドーム大阪）で1回5失点KOされてからは一軍登板はなかった。

### ヤクルト時代
2016年7月17日に八木亮祐とのトレードで東京ヤクルトスワローズへ移籍することが発表され、20日にNPBから公示された。背番号は交換相手の八木が着用していた「70」に決まった。この年のオリックスでの成績は2勝2敗で、防御率は8.24であった。
移籍後は8月5日の対阪神タイガース戦（神宮球場）6回表に2番手投手として初めて一軍マウンドを踏んだ。
2017年
6月30日の阪神戦（阪神甲子園球場）では9回裏二死二・三塁、カウント2-2の場面でストッパーの秋吉亮のアクシデントを受け救援登板し、原口文仁を空振り三振に仕留め、プロ初セーブ（1球セーブ）を記録した。中継ぎとしてフル回転し、54試合に登板、14のホールドを挙げた。
2018年
シーズン当初は便利屋としての起用が多かったが、新外国人のマット・カラシティーや秋吉の不振により、8回を投げるセットアッパーとして定着する。抑えに配置転換された石山泰稚と共に安定した勝利の方程式として1年間投げきり、前年最下位に沈んだチームの2位躍進に大きく貢献。2015年の秋吉に並ぶ球団記録の74試合登板、どちらも球団記録を更新する35H、42HPを記録し、最優秀中継ぎのタイトルを獲得した。プロ入り17年目で初のタイトルとなった。オフに背番号を｢20｣に変更。
2019年
8月24日の対阪神戦で木浪聖也の打球を受けて離脱したが、それ以外は一軍で投げ続け、59試合に登板し22HPを挙げた。
2020年
前年を下回る20試合の登板に終わり、11月2日に球団から戦力外通告を受け、12月2日に自由契約公示された。

### ヤクルト退団後
現役続行を目指して参加した12球団合同トライアウトでは3人の打者を完璧に抑え込む好投を見せ、多くのチームからオファーが届くも、NPB球団からはなかった。トライアウトから1週間ほど後、「またここからアピールして、いろいろな方向にチャレンジできるといいな」とNPB外の球団からNPB復帰を目指すよう気持ちを切り替えた。

### 独立リーグ・香川時代
2020年12月31日に一部報道機関から「四国アイランドリーグplus・香川オリーブガイナーズにコーチ兼任で入団する予定」と報じられ、2021年1月4日に選手兼任コーチとして契約したことが発表された。当初背番号は「10」と発表されたが、キャンプイン直後の2月2日に「65」に変更された。香川への入団については「選手兼任コーチ」というNPB復帰を目指しつつも、新たにコーチとしての可能性も模索できるポジションに魅力を感じたと語る。
2021年
選手としては救援投手として安定した成績を残しつつ、「今はそれ（自身が上を目指す気持ち）よりも、上を目指す選手たちの見本（サンプル）になれたらという思いが強い」「僕が投げているボールでも上には行けない。『NPBはそれくらい厳しい世界なんだよ』ということを感じてもらえたら」と語り、若手選手への指導に熱心に当たった。シーズン終了後の12月13日に翌年も選手兼任コーチとして留任することが発表された。
2022年
10月3日神宮球場ヤクルト対DeNA戦後の引退セレモニーにサプライズゲストとして登場、近鉄・オリックス・ヤクルトでチームメイトだった坂口智隆に花束を贈呈した。シーズン終了後の12月27日、契約満了による香川からの退団が発表された。退団時点で今後については未定とされたが、現役引退も視野に入れていると報じられ、最終的に現役を引退した。

### 現役引退後
2023年からは関メディベースボール学院のコーチに就任しながらJ SPORTS・BS松竹東急（主にオリックス戦中継）の解説者としての仕事は数本ながら、活動する。
オリックスジュニアアカデミーのコーチとしても活躍している。

## 社会貢献活動
2009年よりNPO法人「世界の子どもにワクチンを日本委員会」へ、シーズン中の投球数に応じて（1球につき5本）ポリオワクチンの寄贈を行っている。2019年12月17日の契約更改後には10年間継続した活動が認められ、同法人より感謝状が贈られた。

## 選手としての特徴・人物
リリース後に右足が跳ね上がるダイナミックな投球フォームが特徴。オリックス時代までは最速150km/hに迫る直球とチェンジアップの緩急を使ったコンビネーションを武器としていた。ヤクルト移籍後からは140km/h台の直球、スライダー、フォークを武器としている。
愛称は「コンちゃん」。
試合前の練習では、誰よりも早く球場入りし、一人で入念に準備している。また、試合ではどんな状況でも常に同じ機嫌でマウンドに走って向かう。ヤクルトで投手コーチを務めた田畑一也は「（近藤の）そういう姿勢をみんな見ている」と語り、マウンド外での貢献度も高い。
2009年12月14日、岡山県内でウォーキング中に警察官に呼び止められ職務質問。1ヶ月前に知人の風水師から「1年間の疲れを取るために良い方向で10時間歩くといい」という旨のアドバイスを受け、トレーニングの一環として実践していたところだった。当時は青年による家出が多かったことや、警察官が野球に詳しくなかったことが災いし、プロ野球選手と信じてもらえなかったことから、結局本部に連絡。名前と職業を言って解放された。また、2010年オフにも車の運転中に職務質問を受けている。さらに、ヤクルト移籍後も職務質問を受けている。

## 詳細情報

### 年度別投手成績
| 年 度      | 球 団      | 登 板 | 先 発 | 完 投 | 完 封 | 無 四 球 | 勝 利 | 敗 戦 | セ 丨 ブ | ホ 丨 ル ド | 勝 率 | 打 者 | 投 球 回 | 被 安 打 | 被 本 塁 打 | 与 四 球 | 敬 遠 | 与 死 球 | 奪 三 振 | 暴 投 | ボ 丨 ク | 失 点 | 自 責 点 | 防 御 率 | W H I P |
| ---------- | ---------- | ----- | ----- | ----- | ----- | -------- | ----- | ----- | -------- | ----------- | ----- | ----- | -------- | -------- | ----------- | -------- | ----- | -------- | -------- | ----- | -------- | ----- | -------- | -------- | ------- |
| 2003       | 近鉄       | 1     | 0     | 0     | 0     | 0        | 0     | 0     | 0        | --          | ----  | 13    | 3.0      | 3        | 0           | 1        | 0     | 0        | 2        | 2     | 0        | 0     | 0        | 0.00     | 1.33    |
| 2004       | 近鉄       | 11    | 1     | 0     | 0     | 0        | 1     | 0     | 0        | --          | 1.000 | 75    | 16.2     | 17       | 0           | 10       | 0     | 0        | 13       | 2     | 0        | 2     | 2        | 1.08     | 1.62    |
| 2005       | オリックス | 7     | 0     | 0     | 0     | 0        | 0     | 0     | 0        | 0           | ----  | 38    | 8.2      | 9        | 3           | 3        | 0     | 1        | 8        | 0     | 0        | 4     | 4        | 4.15     | 1.38    |
| 2007       | オリックス | 2     | 2     | 0     | 0     | 0        | 0     | 1     | 0        | 0           | .000  | 38    | 7.2      | 13       | 0           | 2        | 0     | 2        | 7        | 1     | 0        | 7     | 7        | 8.22     | 1.96    |
| 2008       | オリックス | 25    | 23    | 2     | 0     | 0        | 10    | 7     | 0        | 0           | .588  | 616   | 149.0    | 140      | 9           | 45       | 0     | 4        | 89       | 4     | 0        | 62    | 57       | 3.44     | 1.24    |
| 2009       | オリックス | 24    | 24    | 2     | 0     | 0        | 9     | 12    | 0        | 0           | .429  | 678   | 152.2    | 155      | 20          | 80       | 1     | 3        | 91       | 6     | 0        | 87    | 81       | 4.78     | 1.54    |
| 2010       | オリックス | 24    | 24    | 1     | 0     | 0        | 5     | 10    | 0        | 0           | .333  | 620   | 142.2    | 151      | 16          | 49       | 1     | 7        | 133      | 4     | 1        | 79    | 69       | 4.35     | 1.40    |
| 2011       | オリックス | 15    | 11    | 0     | 0     | 0        | 3     | 7     | 0        | 1           | .300  | 289   | 63.2     | 76       | 6           | 27       | 0     | 4        | 53       | 3     | 0        | 48    | 45       | 6.36     | 1.62    |
| 2012       | オリックス | 1     | 1     | 0     | 0     | 0        | 0     | 1     | 0        | 0           | .000  | 27    | 6.0      | 8        | 0           | 1        | 0     | 0        | 3        | 0     | 0        | 4     | 3        | 4.50     | 1.50    |
| 2013       | オリックス | 5     | 0     | 0     | 0     | 0        | 0     | 0     | 0        | 0           | ----  | 36    | 8.0      | 13       | 2           | 1        | 0     | 0        | 6        | 2     | 0        | 8     | 8        | 9.00     | 1.75    |
| 2014       | オリックス | 2     | 2     | 0     | 0     | 0        | 0     | 1     | 0        | 0           | .000  | 34    | 7.2      | 10       | 1           | 2        | 0     | 0        | 7        | 0     | 0        | 4     | 4        | 4.70     | 1.57    |
| 2015       | オリックス | 10    | 9     | 0     | 0     | 0        | 1     | 4     | 0        | 0           | .200  | 190   | 41.2     | 49       | 1           | 14       | 0     | 3        | 24       | 5     | 0        | 31    | 28       | 6.05     | 1.58    |
| 2016       | オリックス | 5     | 5     | 0     | 0     | 0        | 2     | 2     | 0        | 0           | .500  | 94    | 19.2     | 30       | 3           | 6        | 0     | 0        | 16       | 1     | 0        | 19    | 18       | 8.24     | 1.83    |
| 2016       | ヤクルト   | 8     | 0     | 0     | 0     | 0        | 0     | 0     | 0        | 0           | ----  | 54    | 11.1     | 14       | 0           | 6        | 1     | 2        | 10       | 0     | 0        | 5     | 4        | 3.18     | 1.76    |
| '16計      | ヤクルト   | 13    | 5     | 0     | 0     | 0        | 2     | 2     | 0        | 0           | .500  | 148   | 31.0     | 44       | 3           | 12       | 1     | 2        | 26       | 1     | 0        | 24    | 22       | 6.39     | 1.81    |
| 2017       | ヤクルト   | 54    | 0     | 0     | 0     | 0        | 2     | 4     | 1        | 14          | .333  | 234   | 55.1     | 49       | 9           | 17       | 0     | 4        | 55       | 2     | 0        | 29    | 29       | 4.72     | 1.19    |
| 2018       | ヤクルト   | 74    | 0     | 0     | 0     | 0        | 7     | 4     | 2        | 35          | .636  | 334   | 76.2     | 74       | 8           | 31       | 2     | 2        | 75       | 5     | 0        | 37    | 31       | 3.64     | 1.37    |
| 2019       | ヤクルト   | 59    | 0     | 0     | 0     | 0        | 3     | 3     | 0        | 19          | .500  | 245   | 53.0     | 57       | 6           | 32       | 4     | 0        | 54       | 3     | 0        | 23    | 21       | 3.57     | 1.68    |
| 2020       | ヤクルト   | 20    | 0     | 0     | 0     | 0        | 0     | 1     | 1        | 2           | .000  | 81    | 19.0     | 21       | 4           | 6        | 0     | 0        | 11       | 0     | 0        | 13    | 10       | 4.74     | 1.42    |
| 通算：17年 | 通算：17年 | 347   | 102   | 5     | 0     | 0        | 43    | 57    | 4        | 71          | .430  | 3696  | 842.1    | 889      | 88          | 333      | 9     | 32       | 657      | 40    | 1        | 462   | 421      | 4.50     | 1.45    |

- 各年度の太字はリーグ最高

### タイトル
- 最優秀中継ぎ投手：1回（2018年）

### 記録
初記録
投手記録
- 初登板：2003年10月7日、対オリックス・ブルーウェーブ28回戦（Yahoo! BBスタジアム）、4回裏に2番手として救援登板、3回無失点
- 初奪三振：同上、4回裏に相川良太から
- 初先発登板・初勝利・初先発勝利：2004年9月20日、対オリックス・ブルーウェーブ23回戦（大阪ドーム）、5回1失点
- 初完投勝利：2008年4月5日、対北海道日本ハムファイターズ2回戦（京セラドーム大阪）、9回2失点
- 初ホールド：2011年6月9日、対東京ヤクルトスワローズ4回戦（京セラドーム大阪）、5回表二死に2番手として救援登板、1回2/3を無失点
- 初セーブ：2017年6月30日、対阪神タイガース10回戦（阪神甲子園球場）、9回裏二死に6番手として救援登板・完了、1/3回無失点

打撃記録
- 初安打：2010年5月12日、対東京ヤクルトスワローズ1回戦（明治神宮野球場）、5回表に石川雅規から左越二塁打

その他の記録
- 1球セーブ：上記「初記録」の「初セーブ」の項目を参照、原口文仁から空振り三振（打席中に登板） ※史上60人目、66度目[8]
- 1球セーブと同時に1球奪三振：上記の1球セーブと同じ内容 ※史上初[8]

### 独立リーグでの投手成績
| 年 度     | 球 団     | 登 板 | 先 発 | 完 投 | 完 封 | 無 四 球 | 勝 利 | 敗 戦 | セ 丨 ブ | ホ 丨 ル ド | 勝 率 | 打 者 | 投 球 回 | 被 安 打 | 被 本 塁 打 | 与 四 球 | 敬 遠 | 与 死 球 | 奪 三 振 | 暴 投 | ボ 丨 ク | 失 点 | 自 責 点 | 防 御 率 | W H I P |
| --------- | --------- | ----- | ----- | ----- | ----- | -------- | ----- | ----- | -------- | ----------- | ----- | ----- | -------- | -------- | ----------- | -------- | ----- | -------- | -------- | ----- | -------- | ----- | -------- | -------- | ------- |
| 2021      | 香川      | 20    | 0     | 0     | 0     | 0        | 0     | 1     | 8        | 3           | .000  | 73    | 17.2     | 16       | 1           | 3        | -     | 0        | 26       | 1     | 0        | 5     | 5        | 2.55     | 1.08    |
| 2022      | 香川      | 13    | 0     | 0     | 0     | 0        | 2     | 0     | 6        | 0           | 1.000 | 44    | 13.0     | 5        | 0           | 1        | -     | 0        | 14       | 0     | 0        | 0     | 0        | 0.00     | 0.46    |
| 通算：2年 | 通算：2年 | 33    | 0     | 0     | 0     | 0        | 2     | 1     | 14       | 3           | .667  | 117   | 30.2     | 21       | 1           | 4        | -     | 0        | 40       | 1     | 0        | 5     | 5        | 1.50     | 0.82    |

- 2022年度シーズン終了時

### 背番号
- 65（2002年 - 2010年、2015年4月28日 - 2016年7月19日、2021年2月2日 - 2022年）
- 11（2011年 - 2012年）
- 50（2013年 - 2014年）
- 125（2015年 - 2015年4月27日）
- 70（2016年7月20日 - 2018年）
- 20（2019年 - 2020年）
- 10（2021年1月4日 - 同年2月1日）

### 登場曲
2020年9月現在
- 勝勢あるいは引分時登板　「Fight Together」 安室奈美恵
- 敗勢時登板 「Physical」 Dua Lipa

過去の登場曲
- 「Beautiful Now」Zedd(feat. Jon Bellion)
- 「Angel Eyes」Heartsdales
- 「When Love Takes Over」デヴィッド・ゲッタ
- 「Bella Ciao」 Hardwell&Maddix[34]